# Doswellia
Doswellia es un género extinto de arcosauriforme. Ha sido situado en su propia familia, Doswellidae, y en su propio suborden, Doswelliina. Era un carnívoro que existió en la zona oriental de Norteamérica durante la etapa del Carniense del Triásico Superior. Sus fósiles han sido halados en el Miembro Poor Farm de la formación Falling Creek en Virginia. La formación, la cual se halla en la cuenca Taylorsville, es parte del mucho mayor Supergrupo Newark. Doswellia fue nombrado debido a Doswell, el pueblo cerca del cual se hallaron sus restos.

## Taxonomía
La especie tipo, Doswellia kaltenbachi, fue descrita por Weems en 1980. Weems situó a Doswellia dentro de Thecodontia, un grupo de arcosaurios que tradicionalmente incluía a varios arcosaurios triásicos. Él situó al género dentro de su propia familia, Doswelliidae, y suborden, Dosweliina. Parrish (1993) situó a Doswellia entre los más primitivos de los crurotarsos, un grupo que incluye a los crocodilianos y a sus parientes extintos. Más recientemente, Dilkes y Sues (2009) propusieron una relación cercana entre Doswellia y la primitiva familia de arcosauriformes Proterochampsidae. Desojo et al. (2011) añadió a los arcosauriformes suremericanos Tarjadia y Archeopelta a Doswelliidae, y encontraron apoyo para la clasificación de Dilkes y Sues en su propio análisis filogenético.